# Ričú
Ričú (japonsky 履中天皇, Ričú-tennó, známý též jako 大兄去来穂別尊, Óenoizahowake no Mikoto) byl v pořadí 17. japonským císařem v souladu s tradičním pořadím posloupnosti.
K období života a vlády tohoto císaře nelze přiřadit žádná pevná data, ale všeobecně panuje názor, že vládl od roku 400 do roku 405.

## Legenda

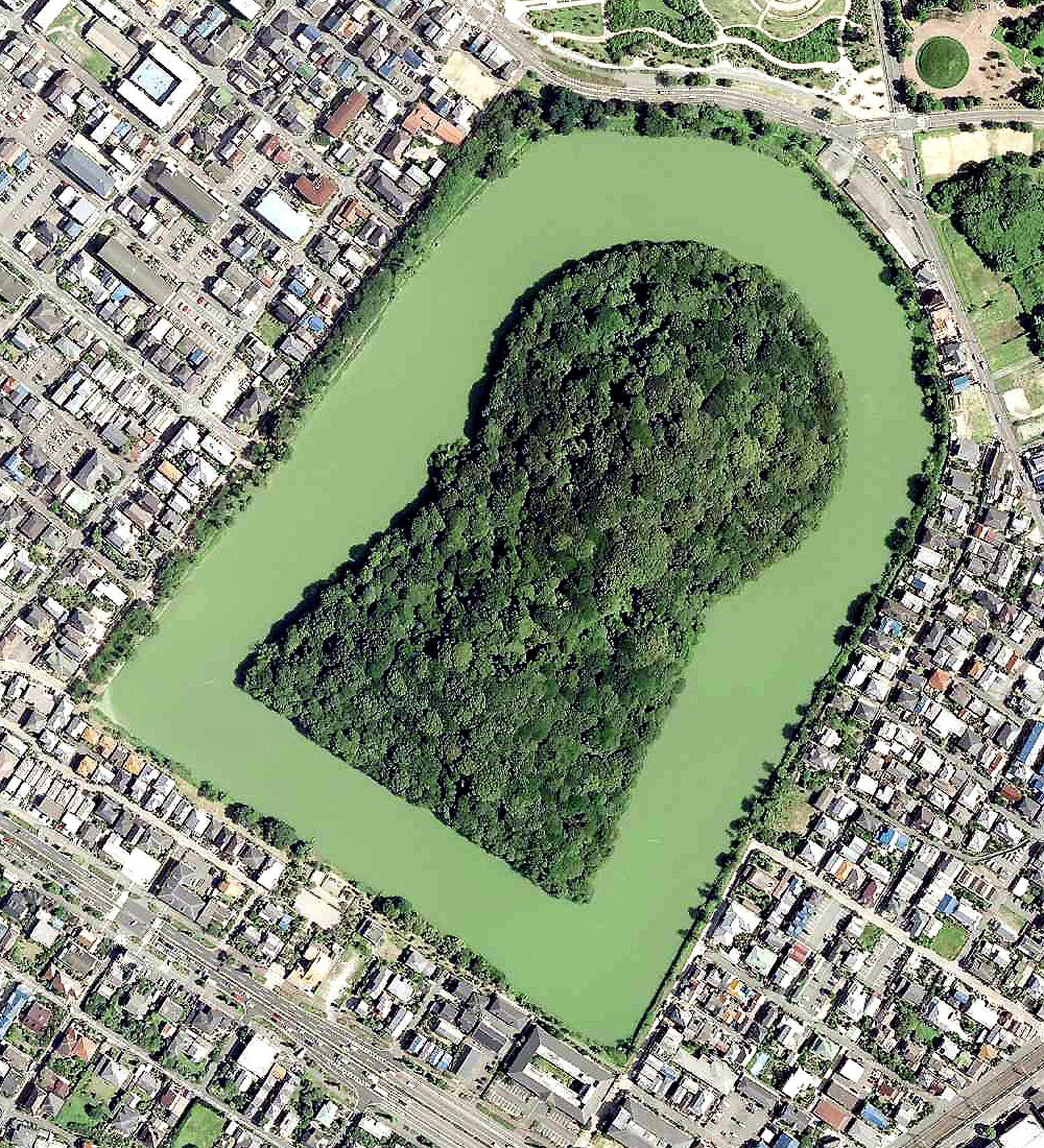
Císař Ričú je tradičně spojován s tímto kofunem Kami Išizu Misanzai ve městě Sakai.

Historici pohlížejí na Ričúa jako na „legendárního císaře“ 5. století. Teprve 29. císař Kinmei (asi 509–571) je první, k jehož období vlády dokáže současná historiografie přiřadit ověřitelná data; nicméně standardně přijímaná jména a data prvních císařů byla schválena za „tradiční“ teprve od vlády císaře Kammu (737–806), 50. panovníka dynastie Jamato.
Podle záznamů v nejstarších japonských kronikách Kodžiki a Nihonšoki byl Ričú nejstarším synem císaře Nintokua, kterého vystřídal na Chryzantémovém trůně. Při narození dostal jméno Óenoizahowake no Mikoto (大兄去来穂別尊).
Ričúův titul by dnes nezněl tennó, neboť, jak se mnozí historikové domnívají, tento titul byl zaveden až za vlády císaře Temmu. Spíš by zněl Sumeramikoto či Amenošita Širošimesu Ókimi (治天下大王), což znamená „velký král vládnoucí všemu pod nebesy“. Mohl by také být nazýván ヤマト大王/大君 neboli „velký král dynastie Jamato“.
Někteří historici ztotožňují Ričúa s králem Sanem z historického čínského textu Kniha Sung sepsaného v letech 492–493, který popisuje události v době vlády dynastie Liou Sung (420–479). Král San vyslal v letech 421 a 425 posly k vládci státu Sung.
Ričú uprchl kvůli žhářství z paláce Naniwa v Ósace do svatyně Isonokami ve vrchovině u města Tenri v prefektuře Nara. Roku 405, v šestém roce své vlády, podlehl císař nemoci. Na uvolněné místo na Chryzantémovém trůnu usedl téhož roku jeho mladší bratr Mizuhawake (瑞歯別, později známý pod jménem Hanzei. Žádný z Ričúových synů na japonský trůn neusedl, zato na něj posléze nastoupili dva Ričúovi vnuci, Kenzó a Ninken.
Místo, kde byl císař Ričú pohřben, není známo. Císař je proto tradičně uctíván v pamětní šintoistické svatyni (misasagi) ve městě Sakai v prefektuře Ósaka.  Úřad pro záležitosti japonského císařského dvora stanovil toto místo jako císařovo mauzoleum, takže nese formální jméno Mozu no mimihara no minami no misasagi. Bývá rovněž označováno jako kofun Kami Išizu Misanzai (上石津ミサンザイ古墳).

## Rodina
Císařská manželka: Kuro-hime (黒媛), dcera Kacuragiho no Ašity no Sukuneho
- první syn: princ Ičinobe-no Ošiwa (磐坂市辺押磐皇子), otec císařů Kenzóa a Ninkena
- princ Mima (御馬皇子) † 456
- princezna Aomi no Himemiko (青海皇女, 441–484)

císařovna: princezna Kusakanohatabino-hime (草香幡梭皇女), dcera císaře Ódžina
- princezna Nakaši no Hime (中磯皇女), manželka prince Ókusaky, později se vdala za císaře Ankóa

1. konkubína: Futohime no Iracume (太姫郎姫), dcera prince Funašiwakeho
2. konkubína: Takacuru no Iracume (高鶴郎姫), dcera prince Funašiwakeho